# Skräddar-Djurberga
Skräddar-Djurberga är en fäbod i Orsa kommun, mellan Skattungbyn och Orsa.
Fäboden är en mycket välbevarad fäbod med anor sedan 1600-talet, som ännu brukas som fäbod för betande djur.